# 萨迪内罗海滩

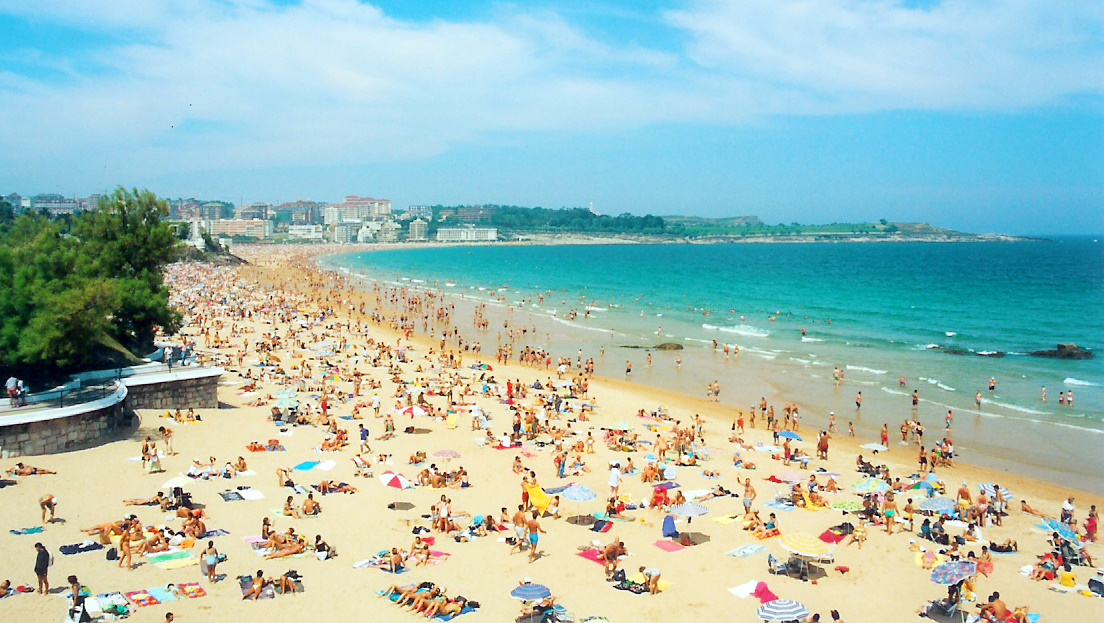
萨迪内罗海滩

萨迪内罗海滩（Sardinero）是一处热门海滩，位于西班牙桑坦德 海滩被皮奎奥花园（Piquio，大约四分之一处）分为两部分，从马格达莱纳半岛延伸到马塔莱纳斯（Mataleñas）；有时还包括另外两个相邻的海滩。
海滩长约1300米，宽80米，金色细沙。
萨迪内罗海滩沿线布满酒店、餐厅，还有萨迪内罗大赌场， 被认为是西班牙最优雅的海滩度假胜地之一。